# جي ام – 94
يعتبر قاذف القنابل جي ام – 94 سلاحا فعالا لدى إجراء عمليات أمنية خاصة في ظروف المدينة. ويمكن مستوى الضجيج المتدني وانعدام اللهب رجال أجهزة الامن من استخدامه انطلاقا من الأماكن المغلقة والحافلات. ويستخدم قاذف القنابل هذا قنابل من مختلف الأنواع، بما فيها القنابل الحرارية والقنابل الضوئية والقنابل الصوتية والقنابل الصادمة.
القاذف عبارة عن سلاح ذو مخزن يتسع لـ 3 قنابل ينصب في أعلى الماسورة. وقد تكون مؤخرته معدنية أو بلاستيكية أو منطوية.
تم تصميم القاذف في مكتب تولا للتصاميم في بداية تسعينات القرن الماضي. ويمكن أن تستخدم في القاذف قنابل عيار 43 مم بما فيها شديدة الانفجار وعديمة الشظايا والمسيلة للدموع والطلقات المطاطية.

## المواصفات الفنية التكتيكية
| المواصفات          |
| ------------------ |
| العيار: 43 مم      |
| طول القاذف: 810 مم |

| المواصفات                                   |
| ------------------------------------------- |
| وزن القاذف: 4.8 كغ دون طلقات                |
| مدى الرمي الفعال: 300 متر                   |
| سعة المخزن: 3 طلقات                         |
| وزن القنبلة الشديدة الانفجار: 250 غرام      |
| السرعة البدائية للقنبلة: 85 مترا في الثانية |
| المدى الآمن للرمي: 5 امتار                  |